# Drowning (chanson des Backstreet Boys)
Singles de Backstreet Boys
More than That
(2001) Incomplete
(2005)
Clip vidéo
[vidéo] « Drowning », sur YouTube
Drowning est une chanson du boys band américain Backstreet Boys, l'unique nouvelle chanson sur le premier album de leurs plus grands succès, Greatest Hits – Chapter One, et l'unique single tiré de cet album.

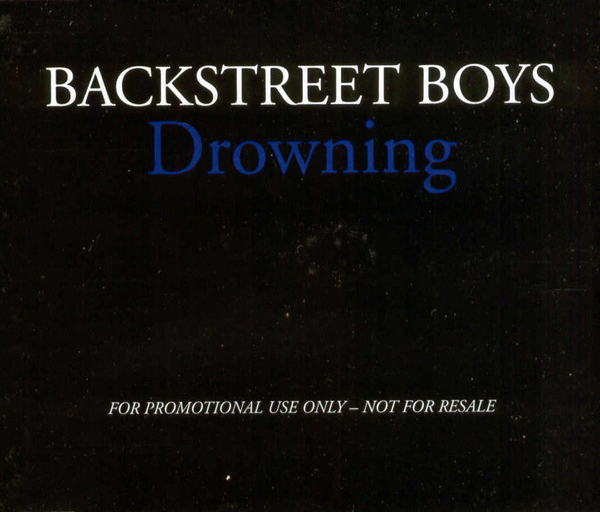
Couverture promotionnelle européenne du single Drowning des Backstreet Boys

Selon le site officiel des Backstreet Boys, l'album est paru le 23 octobre 2001, et la chanson est sortie en single une semaine auparavant, le 16 octobre 2001.
La chanson a débuté à la 54e place du Hot 100 du magazine américain Billboard pour la semaine du 20 octobre 2001 et atteint la 28e place dans la semaine du 24e novembre.
Au Royaume-Uni, la chanson a atteint à la 4e place du hit-parade des singles pour la semaine du 6 au 12 janvier 2002. Elle a également atteint le top 10 dans plusieurs autres pays, y compris l'Autriche, la Suisse, la Suède, la Finlande, la Norvège, le Danemark, l'Italie, l'Espagne et la Belgique francophone.